# 꽃시계

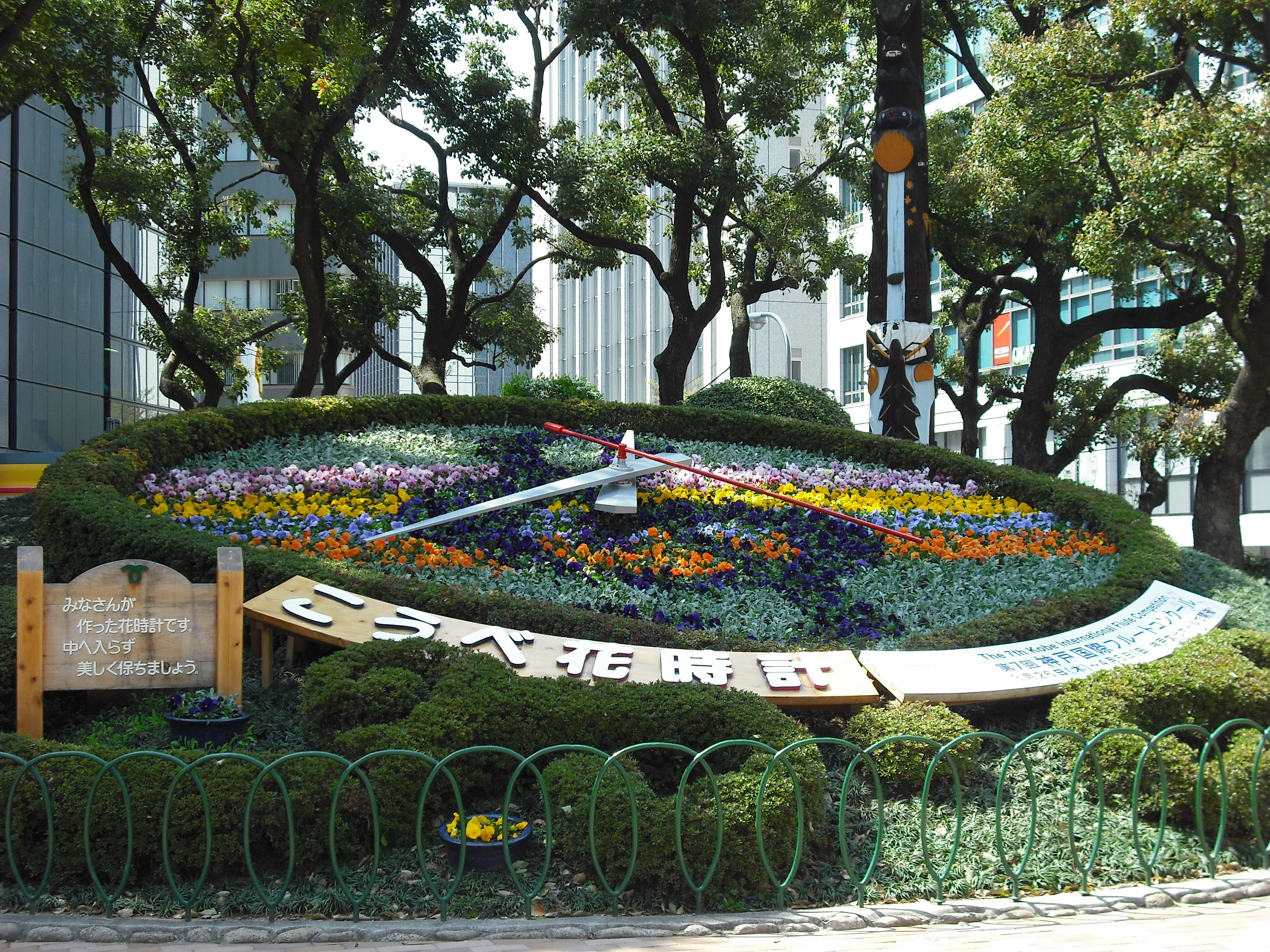
일본 고베시의 꽃시계

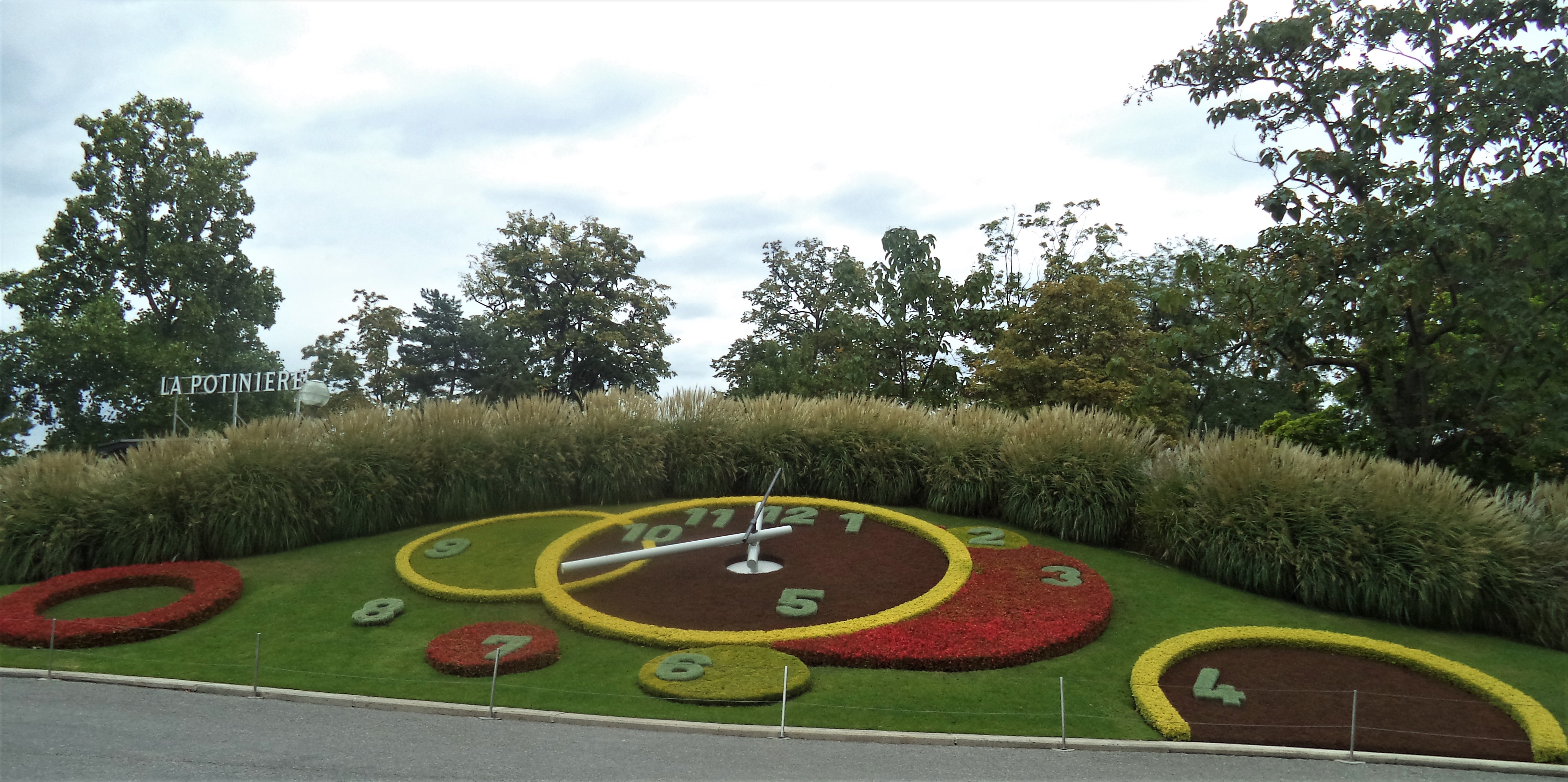
제네바, 스위스

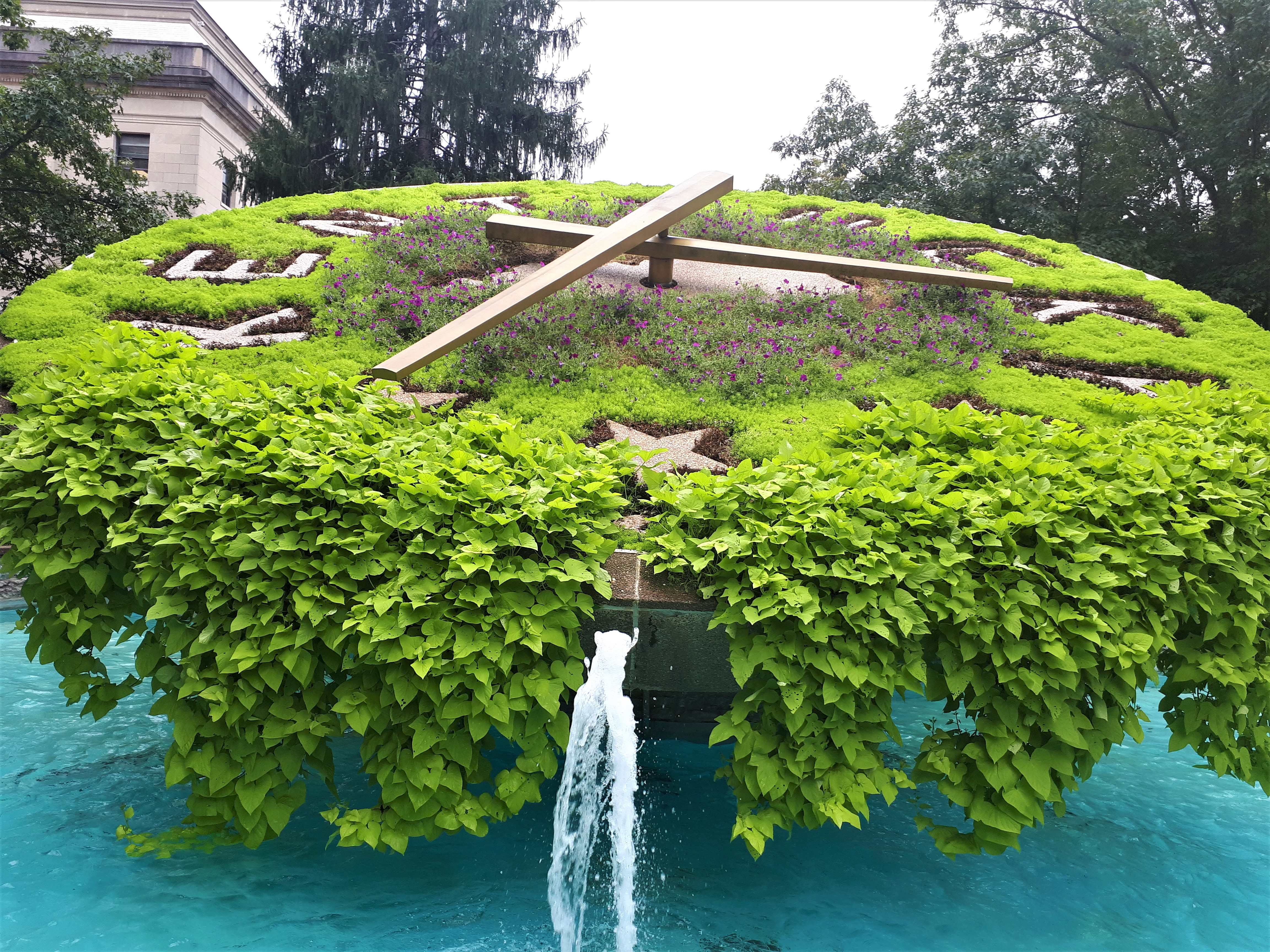
프랭크퍼트 (켄터키주), 미국

꽃시계(-時計)는 화단과 시계가 같이 있는 것을 말한다. 기념물로 설치되는 경우가 많다.

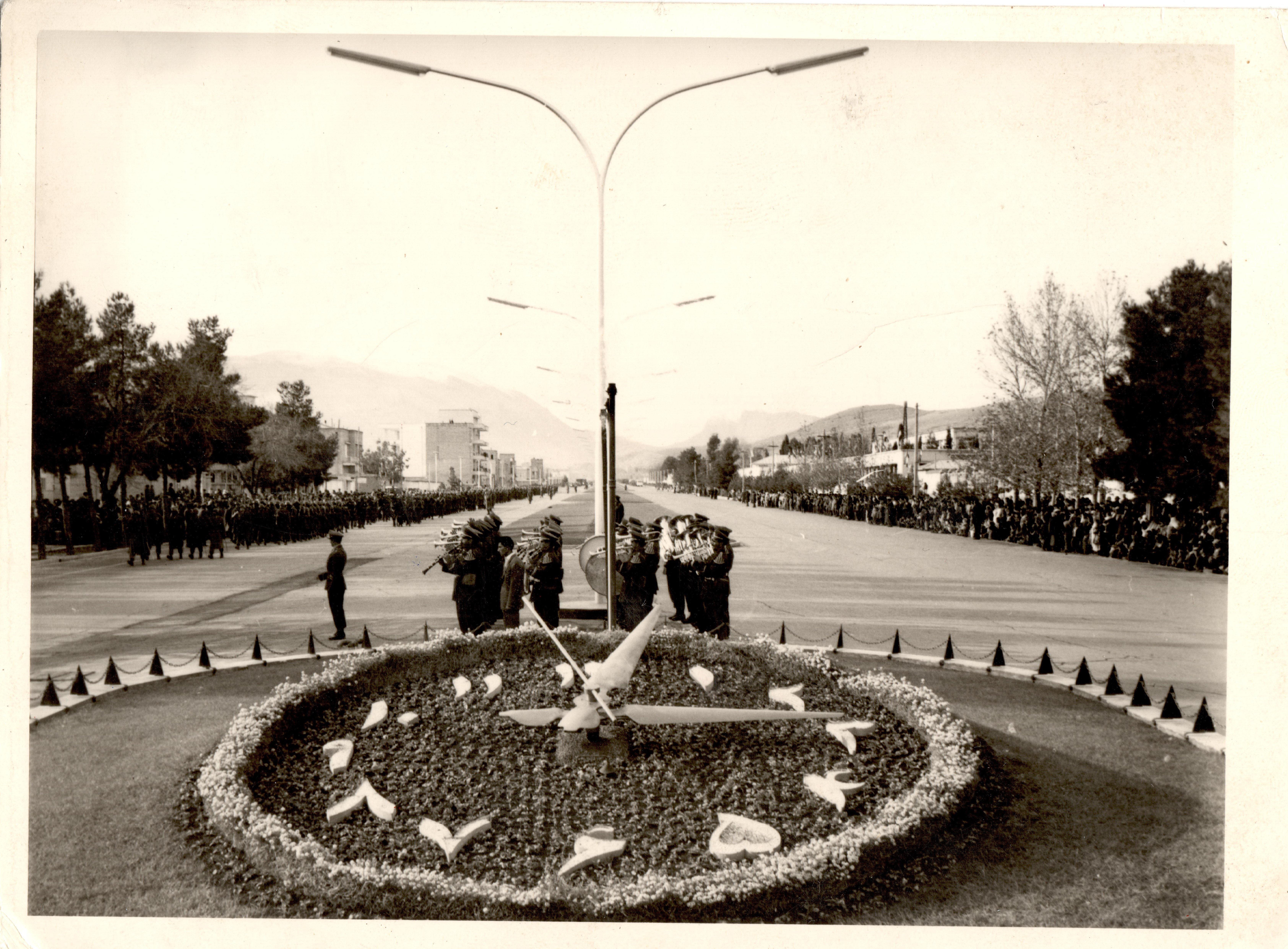
시라즈, 이란, 1961